# Intel iPSC/860
L'Intel iPSC/860 è un supercomputer a parallelismo massivo presentato da Intel nel 1990. Il sistema seguiva l'Intel iPSC/2 e venne sostituito dall'Intel Paragon. L'iPSC/860 era formato da 128 processori collegato tramite una struttura a ipercubo. I processori di calcolo erano Intel i860 o Intel 80386.